# Marstals historie
Marstals historie nævnes første gang i skriftlige kilder i 1514 på en skatteliste, men den er dog sandsynligvis meget ældre. Siden har byen udviklet sig og er blevet til Ærøs største by.

## 1514-1800
På en skatteliste fra 1514 fremgår Marstall som en bebyggelse med seks gårde og et fiskerhus i nærheden af stranden ved Eriks Hale. Bebyggelsen er sandsynligvis langt ældre.
Marstals skibsfart har sin oprindelse tilbage til delingen af Ærø i 1634. Dette år blev Ærø delt mellem 4 hertuger, hvorved blandt andet Marstal og Ærøskøbing kom under ulige overherre. Ganske vist var det i delingstraktaten lovet, at Ærøskøbings rettigheder skulle opretholdes ubeskåret, men dette blev ikke overholdt trods gentagne klager, og Marstals skibsfart voksede. Udviklingen hæmmedes dog i begyndelsen af toldbestemmelserne, idet Marstals indbyggere toldmæssigt blev behandlet som udlændinge. 1729 forandredes dette med Marstals indlemmelse i den kongelige del af Sønderjylland, hvorved det bestemtes, at byens borgere fremover skulle anses for kongerigske. Derved lagdes grunden til et stort opsving i byens søfart. Ærø lå omtrent midtvejs mellem de danske øer og de sønderjyske og holstenske havne, og snart begyndte byens skippere at fragte korn fra syddanske købstæder til hertugdømmerne, hvorfra kornet blev viderefragtet til store tyske og nederlandske byer. Især på Lolland kom kornfragten til hertugdømmerne under marstallernes styring, og mange stedlige købmænd udviklede sig til disses opkøbere på øen.
Omkring 1634 boede der i læ af Eriks Hale en større fiskerbefolkning. Hertugen, der havde fået denne del af øen, lod forpagteren af sin gård "Gudsgave" sælge landbrugsprodukter til Marstals fiskere. Handelen foregik i begyndelsen med stedets egne produkter, som man afhændede dels i Kongeriget, dels i Hertugdømmerne, hvortil man havde let adgang gennem et løb ud til Østersøen. På den tid skulle al handel gå over de privilegerede købstæder. Marstalskipperne og oplandets bønder drev derfor smughandel, og Marstals flåde voksede eksplosivt. Smughandelen var nødvendig, fordi ærøskibene blev anset som tilhørende kongeriget, når de kom til hertugdømmerne, og omvendt i Kongeriget blev de anset for hertugdømmets skibe og blev derfor ramt af ekstra told og havneafgift. Smughandelen var en anerkendt og accepteret levevej i Marstal i den periode.
1729 overgik Søbygård og Gudsgave Len til kongen, medens den midterste del af øen først kom med i 1750. Marstallernes skibe fik en fortrinsstilling ved at være anerkendt som fartøjer under Kongeriget Danmark (en snes år før købstaden Ærøskøbings skibe) og kunne derfor sejle under de samme betingelser.
Marstal Kirke er opført i 1738. Før den tid benyttedes Rise Kirke. Kirkens tværskib er fra 1772 og tårnet fra 1920. 7 kirkeskibe vidner om byens tilknytning til havet og søfartens udvikling fra 1700-tallets jagt til vor tids coastere.
I en beskrivelse af marstallerne fra 1763 hedder det blandt andet: "Alt, hvad Virgil siger til Biernes Ros, kan hentydes paa Marstallerne. De helmer aldrig, de er idelig i Bevægelse, en Dag at ligge stille er for dem en Plage. De lever tarvelige, stille og indgetogne. At stræbe og samle er alt deres sag. De lader sig aldrig nogen Sag være sur og vanskelig, naar der er mindste Haab. De tager visselig mangen Fordel fra andre, mindre flittige Stæder, og det er de at rose for. Denne Stræbsomhed gør dem som sædvanlig meget misundte, især af deres Naboer Lollikerne, og dog aflader disse aldrig at handle med dem. Naar det Indfald stikker den lollandske Købmand, saa giver han Klage over Klage til Kammeret over Ærøboens Handel som sig fornærmende, og selv kan han ikke bare sig at handle med dem. Bliver de borte, saa er det, som hans Handel var død. Denne lille By eller Flække ejer alene til Søfarten, Fragter og Handelsskab 38 store Jagter foruden mindre Fartøjer, saa mange ejer ikke alle fem Købstæder i Lolland. Nu da dette renskrives, erfarer jeg, at de har 50 Jagter. Marstallernes Fart er deri forskellig fra andres, at deres meste Fart er fra Mikkelsdag og hele Vinteren igennem, saa længe et Fartøj kan gaa i Søen. I den Tid er deres største Handel med Korn og Fedevarer fra Lolland, Fyn og omliggende Øer til København og de holstenske Stæder. Deres Skibe er snilde og sikre og Folket rette Søhaner. Naar andre Stæders Skibe er aftaklede, løber Marstallernes for fulde Sejl, og naar en anden Skipper skal først i Magelighed drikke sin The og spise sin Frokost, før han letter, saa sejler Ærreboen paa et stykke Ost og Brød eller en Pibe Tobak".

## 1800-tallet-1919
1825 byggede man med frivillig arbejdskraft en lang stenmole, der senere udbyggedes med havnepladser og kajanlæg på landsiden. Husene i Marstal blev anlagt langs gangstierne, der førte op fra havnens anløbsbroer. Efterhånden som byen voksede, blev der anlagt tværgående ringveje som afsluttende ring omkring byen. 
Byens trange pladsforhold bevirkede, at husene ofte blev anbragt vilkårligt.
1850 var Marstals handelsflåde på fode igen efter de sløje år efter napoleonskrigene. Men 1864-krigen bevirkede, at forbindelserne med hertugdømmerne og Sønderjylland blev afbrudt. Den omfattende skibsfart i bunden af Østersøen led hermed et knæk. Marstalskipperne anskaffede skonnerter og fandt en ny levevej ved at sejle på langfart.
1861 fik Marstal status som handelsplads. En by med status som handelsplads havde nogle af de rettigheder der normalt kun tilkom købstæder og blev tildelt byer, som havde udviklet sig i købstadslignende retning. Før det var den ”legale” handel kun foregået i Ærøskøbing, som ikke tillod handel i Marstal. 
I Matrikeldirektoratet var Marstal Handelsplads noteret som købstad nr. 40. Ejerlavets matrikelnumre stod altså i en købstadsprotokol.
1880 gik man over til tremastede skibe, som ofte blev bygget på værfter i Marstal. I 1890 var der ca. 350 sejlskibe hjemmehørende i Marstal, og i 1911 var Marstals andel af den samlede danske sejlskibsflåde (målt i antallet af skibe) 23,92% 
1. verdenskrig 1914 til 1918 kostede mange sømænd fra Marstal livet. Ærø mistede 53 søfolk og 42 skibe, de fleste fra Marstal. Mellemkrigstiden 1918-1939 var en bestandig kamp for at overleve. Sejlskibene blev fortrængt fra de sidste pladser af motordrevne, større skibe. Kun Newfoundlands-farten var for urentabel for dampskibene. Her sejlede en stor del af Marstals tre- og tomastede skonnerter med fiskeladninger ud fra den vidtstrakte Labradorkyst og Newfoundland.  2. verdenskrig tog over 80 af øens søfarende hovedsagelig fra Marstal og omegn. 

## 1919 - nu
Den 13. marts 1925 blev Danmarks sidste nybyggede fragt-sejlskib søsat fra Edvard Hansens værft. Skibet fik navnet Activ og blev rigget som tremastet sletskonnert, som er en skonnert, der i modsætning til topsejlsskonnert og bramsejlsskonnert ikke fører råsejl.
Skonnerten Bonavista løb af stabelen i Marstal den 7. maj 1914, og den var én af 110 skonnerter fra Marstal, der i tiden fra 1890'erne og frem til 2. verdenskrig i kortere eller længere perioder var beskæftiget i New Foundlandsfarten. Farten med fisk fra Newfoundland til Spanien, Portugal, og Brasilien blev en af de vigtigste farter for den marstalske sejlskibsflåde i en tid, hvor sejlskibene støt og roligt blev udkonkurreret af damp- og motorskibe.
Den 5. januar 1971 blev den nye centralskole indviet, Skolen er opført som en kerneskole, hvor gymnastiksalene og aulaen danner en kerne i skolen omgivet af gange og udenfor disse igen klasseværelserne.
2013 overtog søfartsmuseet Eriksens Plads, og den 20 juni 2014 blev Eriksens Plads indviet. Beddinganlægget og værftsbygninger er istandsat og ombygget. Liggepladserne ved de ombyggede kajer er forbeholdt traditionelle fartøjer.
Marstal og Ærøskøbing kommuner blev den 1. januar 2006 sammenlagt til Ærø Kommune. 